# Firou
Firou ist ein Arrondissement im Departement Atakora in Benin. Es ist eine Verwaltungseinheit, die der Gerichtsbarkeit der Gemeinde Kérou untersteht. Gemäß der Volkszählung von 2013 hatte Firou 17.296 Einwohner, davon waren 8.613 männlich und 8.683 weiblich.